# 정근식
정근식(한국 한자: 鄭根埴, 1957년 11월 15일~)은 대한민국의 사회학자이자 제23대 서울특별시교육감이다. 주요 연구 분야는 역사사회학으로, 제주 4·3 사건과 보도연맹 학살 사건에 대해 연구했다.
서울대학교에서 문학 박사학위를 취득해 전남대학교와 서울대학교에서 사회학 교수, 사회학과 명예교수로 근무하였다.
2024년 서울특별시교육감 보궐선거에 진보 진영 후보로 출마하여 2024년 10월 16일 치러진 선거에 당선, 다음 날인 17일 취임하였다.

## 어린 시절
1980년 서울대학교 사회학과를 졸업하고, 1982년 동 대학원에서 사회학 석사 학위를 취득했다. 이후 1991년 서울대학교 대학원에서 문학박사 학위를 받았다.

## 경력

### 학술 경력
1983년부터 1985년까지 서울대학교 사회학과 조교로 활동했다. 이후 전남대학교 사회학과에서 전임강사, 조교수, 부교수, 교수로 재직했다. 2001년부터 2003년부터 서울대학교로 옮겨 서울대학교 사회학과 부교수로 재직했고, 2003년부터 2023까지 교수로 재직했다.
2009년부터 2011년까지 서울대학교 사회학과 학과장을 맡았으며, 2009년부터 2012년까지 민주화운동기념사업회 한국민주주의연구소 소장으로 활동했다.2013년부터 2015년까지 서울대학교 평의원회 의장을 맡았고, 2014년부터 2016년까지 제주 4.3평화재단 이사로 활동했다.
2017년 제27대 서울대학교 총장 후보로 선정되었으나 최종 후보로는 오세정 명예교수가 선출되었다. 2016년부터 2018년까지 서울대학교 통일평화연구원 원장으로 활동하였다. 또한, 2019년부터 2020년까지 서울대학교 아시아연구소 동북아센터장을 맡았다.

### 공직 경력
2005년부터 2007년까지  일제강점하 반민족행위 진상규명에 관한 특별법에 따라 구성된 대한민국 친일반민족행위진상규명위원회 위원으로 활동하였고, 2018년부터 2020년까지 시도지사협의회 남북교류협력특별위원회 위원장을 맡았다.
2020년부터 2022년까지 진실·화해를위한과거사정리위원회 위원장으로 활동하며  보도연맹 학살 사건과 선감학원, 대학생 강제징집 등에 대한 진상 조사를 진행했다.
2023년 더불어민주당 혁신위원장으로 언급되었으나, 최종적으로는 김은경 전 금융감독원 부원장이 선정되었다.

## 역대 선거 결과
| 실시년도 | 선거         | 대수 | 직책   | 선거구     | 정당   | 득표수    | 득표율          | 순위 | 당락 | 비고           |
| -------- | ------------ | ---- | ------ | ---------- | ------ | --------- | --------------- | ---- | ---- | -------------- |
| 2024년   | 10·16 재보선 | 23대 | 교육감 | 서울특별시 | 무소속 | 963,876표 | \| \| 50.24% \| | 1위  |      | 초선, 민선 8기 |
|          | 50.24%       |      |        |            |        |           |                 |      |      |                |